# Cmentarz żydowski w Niepołomicach
Cmentarz żydowski w Niepołomicach – został założony w drugiej połowie XIX wieku i służył jako miejsce pochówku do 1942 – wcześniej żydowska społeczność Niepołomic swoich zmarłych chowała na cmentarzu w Klaśnie (obecnie teren Wieliczki). Znajduje się przy obecnej ul. Bohaterów Getta. Powierzchnia cmentarza wynosi ok. 0,25 ha (po II wojnie światowej została zmniejszona w związku z rozwojem budownictwa mieszkalnego). Na terenie cmentarza żydowskiego, znajduje się kilkadziesiąt (około 30) poniszczonych nagrobków z napisami w języku hebrajskim. Cmentarz jest miejscem spoczynku pierwszego niepołomickiego rabina Józefa Tetelbauma (zmarł w 1916).
Zgodnie z informacjami znalezionymi w pracy Drogomira, pochowano tu Josefa Austerweila, żołnierza 32 pułku piechoty Landsturmu, dokładna data śmierci nieznana (cmentarz wojenny z okresu I wojny światowej oznakowany numerem 328). W wydanym przez Stowarzyszenie Crux Galiciae zbiorze materiałów z konferencji „Znaki pamięci” (Gorlice, 27.10.2007), znajduje się artykuł Mirosława Łopaty „Groby żydowskich żołnierzy Wielkiej Wojny w Galicji”. W artykule tym możemy przeczytać: „Był to pojedynczy grób z nagrobkiem w formie płyty betonowej i betonowej macewy, który został zdewastowany wraz z całym cmentarzem podczas okupacji hitlerowskiej. Żołnierz ten jest zidentyfikowany i znany z nazwiska”.

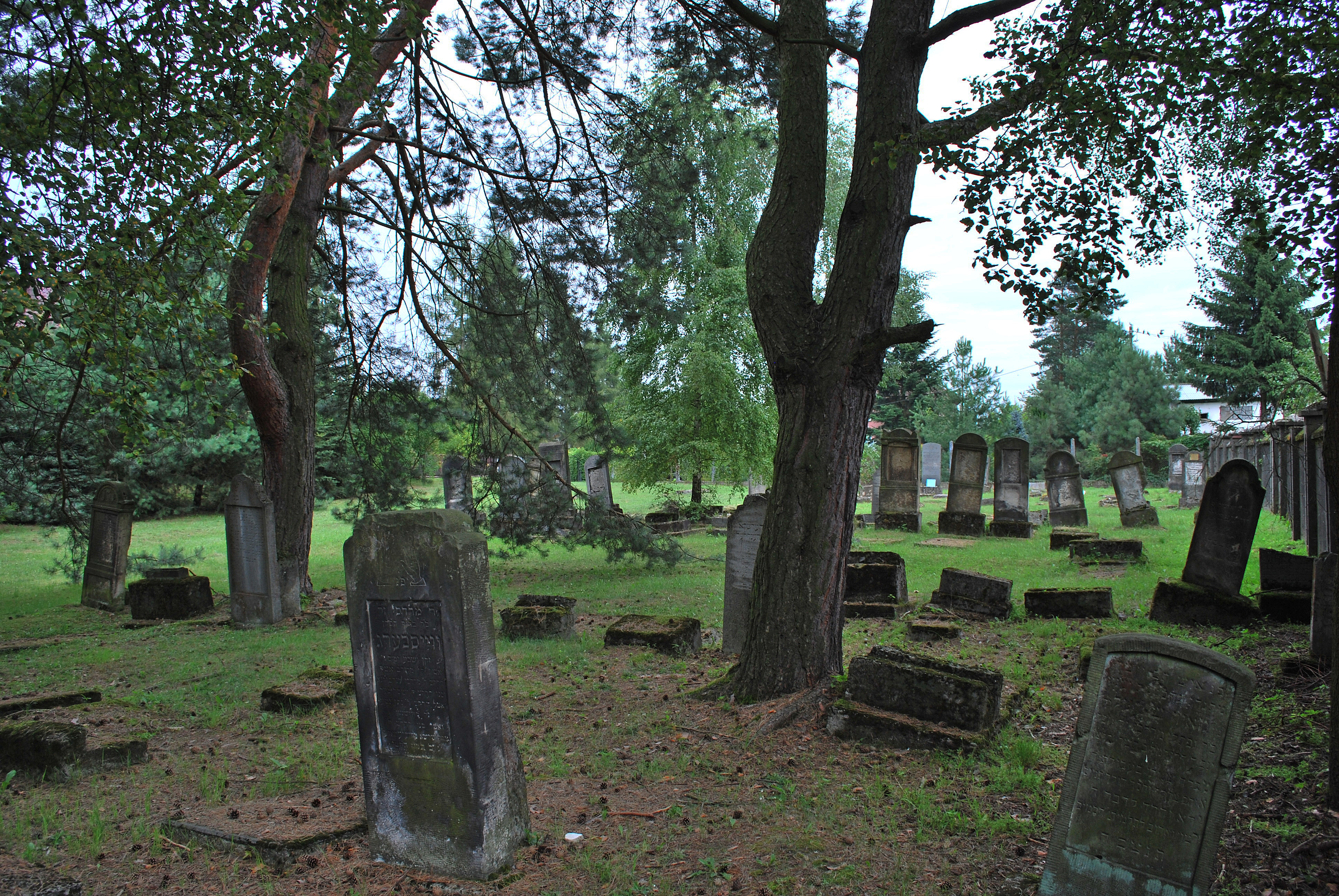
Zachowane macewy.
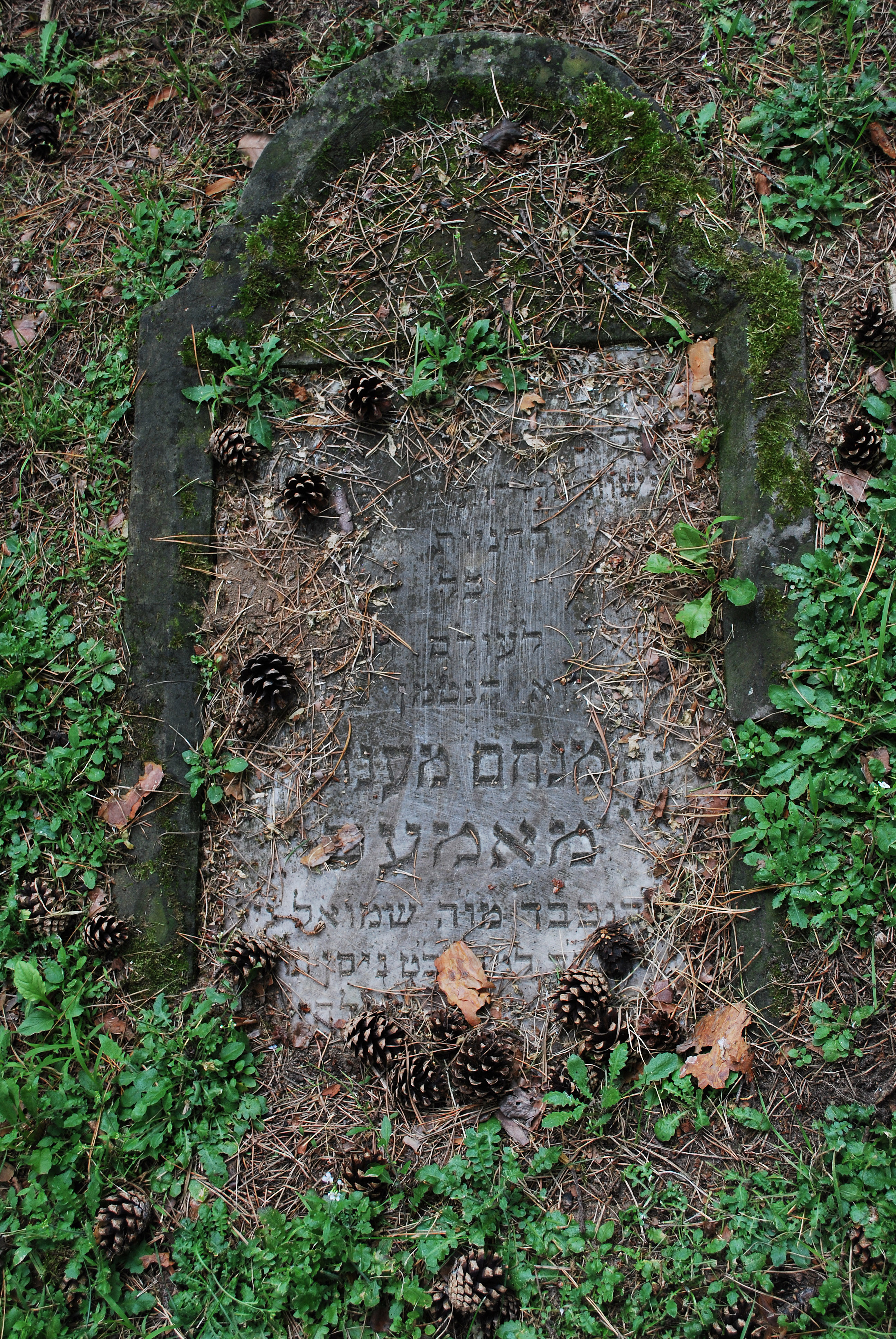
Macewa Menachema Mendla Manesa.